# Super Nintendo Entertainment System
Super Nintendo Entertainment System, også kendt som Super Nintendo, Super NES eller SNES, er en 16-bit videospilkonsol udgivet af Nintendo i Nordamerika, Brasilien, Europa og Australien i 1991. I Japan, hvor den er kendt som Super Famicom, produceredes den siden 1990. I Sydkorea er den kendt som Super Comboy. Sidstnævnte konsol licenseredes og distribueredes af Hyundai Electronics.
Super Nintendoen var som efterfølger til Nintendo Entertainment System, og derfor Nintendos anden hjemmekonsol. Mens den første ikke vandt stor popularitet i Europa og store dele af Asian, blev SNES en global succes, på trods af at den, grundet forøget konkurrence fra Segas Mega Drive-konsol (udgivet i Nordamerika under navnet Genesis), ikke blev så populær som sin forgænger i hverken Sydøstasien eller Nordamerika. Trods dens relativt sene udgivelse i forhold til tidens teknologiske standarder, blev SNES den mest solgte konsol i 16-bit-æraen, men først efter at konkurrenten Sega flyttede sit fokus til 32-bit-markedet.